# Kanosjanki
Kanosjanki (właśc. Zgromadzenie Sióstr Córek Miłości Służebnic Ubogich) - żeńska kongregacja zakonna, założona przez Magdalenę z Kanossy, której celem jest działalność charytatywna oraz pomoc ubogim i chorym.
Kongregacja powstała w 1808 w Weronie. Została założona przez Magdalenę z Kanossy na prośbę biskupa Werony. Założycielka zajmowała się wychowywaniem biednych dziewcząt, założyła dom opieki w jednej z dzielnic miasta. Zorganizowała centrum edukacyjne, szkołę katechizmu i bazę dla opieki nad chorymi w budynkach klasztoru św. Józefa. W 1812 otworzyła w Wenecji drugi dom. Reguła zgromadzenia została zatwierdzona w 1828 przez Leona XII. Powstały nowe domy zakonne: w Mediolanie, Cremonie, Brescii. Założycielka zmarła w 1835. 2 października 1988 Magdalena z Kanossy została ogłoszona świętą przez Jana Pawła II. W Polsce od 1992 działają klasztory sióstr kanosjanek w Krakowie i w Gosławicach.